# BABY BORN & GO/KINJITO
「BABY BORN & GO/KINJITO」（ベイビー・ボーン・アンド・ゴー／キンジトウ）は、UVERworldの20枚目のシングル。 2011年12月14日にgr8!recordsから発売された。

## 概要
前作からおよそ7か月ぶりのシングル。10thシングル「激動/Just break the limit!」以来となる二枚目の両A面となった。2011年秋から始まるツアーのために制作された。そのため、同時期の楽曲と比較し、ライブでの盛り上がりを意識した曲が収録されている。「BABY BORN & GO」ではサックスとボンゴだけで構成されるパートがあり、従来のUVERworldとは異なるジャンルに仕上がったとメンバーは語っている。表題曲はいずれも、中村哲平が監督を務めたPVが制作された。
2011年3月11日に発生した東日本大震災による影響でこの年の全国ツアーのうち2公演が中止、6公演が延期になり、「待たせてしまった分、新曲をプレゼントしたい。」というメンバーの意向により発売されたシングルでもある。
12月26日付けのオリコン週間ランキングでは2位となり、UVERworldのノンタイアップシングルでの最高初動売上を記録した。
初回生産限定盤は「47/47 Tour 2011」追加公演となるZepp Tokyoにて演奏された2曲のライブ映像を収録したDVDが付属している。
キャッチコピーは、｢その突きあたりを、まだ真っ直ぐだ。｣

## 収録内容

### 初回生産限定盤・通常盤
| 全作詞: TAKUYA∞。 |                                     |           |           |                   |                        |      |
| #                 | タイトル                            | 作詞      | 作曲      | 編曲              |                        | 時間 |
| 1.                | 「BABY BORN & GO」                  | TAKUYA∞   | TAKUYA∞   | UVERworld, 平出悟 |                        | 4:28 |
| 2.                | 「KINJITO」                         | TAKUYA∞   | UVERworld | UVERworld, 平出悟 | ブラスアレンジ: 管一徹 | 5:03 |
| 3.                | 「UVER Battle Royal 〜5/L6S mix〜」 | TAKUYA∞   |           | UVERworld         |                        | 3:49 |
| 合計時間:         | 合計時間:                           | 合計時間: | 合計時間: | 合計時間:         | 13:20                  |      |

| #  | タイトル          | 作詞 | 作曲・編曲 |
| -- | ----------------- | ---- | ---------- |
| 1. | 「MONDO PIECE」   |      |            |
| 2. | 「CORE PRIDE」    |      |            |
| 3. | 「Special Movie」 |      |            |

## 楽曲解説
1. BABY BORN & GO
北海道での合宿で制作された6曲のうちのひとつ。誠果のサックスと三沢またろうによるパーカッションを中心に進行するパートがある。同時期の作品と比較するとラップの比重が大きくなっている。TAKUYA∞の作ったデモにほとんど手を加えることなく完成に至った。歌詞のアイデアは、TAKUYA∞が青山にあるダイアログ・イン・ザ・ダークで体験した出来事がモチーフ。仮タイトルは「BABY BONGO」。
2. KINJITO
「BABY BORN & GO」と同じく合宿で完成した楽曲。楽曲を広げるにあたり、かなりのアレンジ数となったこともあり、完成形が見えず難産であったと語っている。TAKUYA∞曰く「ライブの一曲目に歌いたい変態曲」。2011年12月25日に行われた武道館でのXクリスマスライブや2012年の全国ツアーでは一曲目に披露された。後半にはメンバーそれぞれのソロパートリレーを聴くことができる。この楽曲でも誠果のサックスが登場するが、ほとんどを菅一徹率いるブラス隊が担っている。また、ピアノやasamiによるコーラスも導入された。
3. UVER Battle Royal 〜5/L6S mix〜
DJ mix第2弾。タイトルの「L6S」は『LIFE 6 SENSE』（2011年発売のアルバム）を表している。同アルバムから「NO.1」「勝者臆病者」「CORE PRIDE」「MONDO PIECE」「クオリア」の5曲をミックスしている。前回のミックスでは「楽曲同士のぶつかり合い」をテーマとしたが、こちらは楽曲同士が引き立て合うように作られている。